# Agatão de Jerusalém
Agatão de Jerusalém foi o patriarca de Jerusalém entre 950 e 964 d.C. Nada mais se sabe sobre ele.